# لاله واژگون خوشبو
لاله واژگون خوشبو(نام علمی: Fritillaria liliacea) نام یک گونه از سرده لاله واژگون است.
این گونه گیاهی که به لحاظ رایحه بسیار متفاوت از گیاهان هم ردهٔ خود می باشد، توسط تولیدکنندگان رایحه ها و خوشبو کننده های محیطی به منظور ساخت اسپری های خوشبو کننده با ماندگاری رایحهٔ بالا مورد استفاده قرار میگیرد. آلمان، از کشورهای پیشتاز در این زمینه می باشد.